# Недю Недев
Проф.д.с.н. Недю Недев е професор по овощарство, който развива дългогодишна научна дейност по проблемите на ореховата култура при наши условия и изследвания по проблема за вегетативното размножаване на ореха. Установява най-подходящите методи, срокове и подложки при присаждането на ореха. Работи по създаване и интродукция на орехови сортове и подложки, екологични проучвания, сортово-подложкови комбинации, сортоизучаване, използване възможностите на вътревидовата, контролирана и неконтролирана хибридизация и интродукция на чуждестранни сортове.
През 1965 г. от него са създадени първите български орехови сортове, утвърдени от Държавната сортова комисия.
Допринася за обогатяване на ореховия сортимент чрез кръстоски между наши и чужди сортове на широка основа. За първи път в България се създава богат хибриден фонд от 42 комбинации, от които след проучвания биват отбрани някои от новите орехови сортове. Други сортове са резултат от неконтролираната хибридизация – семеначета от свободно опрашени цветове с неизвестен бащин сорт.
Разработва оригинална, лесно приложима и ефективна технология за производство на присадени орехови дръвчета на откритов питомник. От местните ресурси на обикновения орех са признати 8 сорта – Прославски, Дряновски, Перущински, Старозагорски, Джиновски, Сливенски, Кукленски и Извор 10.
От хибридния фонд са признати 4 сорта – Любимец, Пловдивски, Райков и Васден. Отбрани са и 5 нови кандидат-сорта – Диамин, №549, №626, №1682 и №946, както и 5 форми на местните ресурси, подходящи за подложки – К-46, ИО-№5, ИД-№6, Горно Воден и Старозагорски №11.
Повишава квалификацията си и обменя опит в Унгария, 1960 г. при акад. Порпаци Аладар и във Франция, 1966 г. при проф. Луиз Гаравел.
Паралелно с научната си дейност – участва активно при внедряването на технологията за производство на присадени орехови дръвчета в страната и чужбина (Югославия, Северна Корея, Румъния, Турция и СССР - Молдовия).

## Научни звания
- От 1955 г. – младши научен сътрудник
- От 1965 г. – ст.н.с. II ст.
- От 1978 г. – ст.н.с. I ст. – професор

## Научни степени
- През 1968 г. – кандидат на селско-стопанските науки
- През 1973 г. – доктор на селско-стопанските науки

## Публикации
- Общо 214 броя публикации. 117 научни статии в списанията „Доклады академии наук в Болгарии“, „Градинарска и лозарска наука“, „Генетика и селекция“, „Селскостопанска наука“, „Научни трудове на ВСИ – Пловдив“ и „Известия на НИИО – Костинброд“.
- 97 научно-популярни статии в списания „Овощарство“, „Горско стопанство“, „Български плодове, зеленчуци и консерви“, „Международно селскостопанско списание и Садовотство“, „Кооперативно дело“, „Отечествен глас“ и др.
- Две методики – Методика за изучаване на растителните ресурси при овощните растения, Пловдив, 1979 г. и Методика по селекция на овощни сортове, Пловдив, 1984 г.

## Награди
- През 1969 г. – Лауреат на Димитровска награда за установяване на нова технология по присаждане на ореха и за създаване на нови ценни сортове орехи. Тази награда е присъдена за първи път в областта на овощарската наука.
- През 1976 г. – Орден „Кирил и Методий“ I-ва степен за научна и обществена дейност в областта на агробиологичната наука.
- През 1981 г. – Юбилеен медал „1300 години България“.
- През 1982 г. – Юбилеен медал „100 години Средно земеделско училище – Садово“
- През 2002 г. – Грамота „50 години Институт по овощарство – Пловдив“ за принос по перспективното развитие на овощарството, състояние и мерки за подобряването му в Старозагорска област и грамота за оказване системна методична и друга помощ по овощарство на младите агробиолози от Пловдив и Варна.